# Michajlovská baterie
Michajlovská baterie (rusky Михайловская батарея) je pobřežní pevnost v krymském Sevastopolu. Vznikla roku 1846 jako jedna z 10 pobřežních pevností, chránících pobřeží významného vojenského přístavu. Nazvána byla na počest velkoknížete Michaila Nikolajeviče Ruského, syna cara Mikuláše I. V současnosti se zde nachází vojenské historické muzeum, zaměřené především na krymskou válku.

## Historie
Car Mikuláš I. si byl vědom strategického významu Sevastopolu, proto roku 1834 schválil plán zesílení obrany města. Ten mimo jiné zahrnoval rekonstrukci starých a výstavbu nových pobřežních baterií. Projekt Michajlovské baterie i ostatních objektů postavených v rámci tohoto plánu vypracoval vojenský inženýr, plukovník Karl Ivanovič Bjurno. Později jej ještě doplnil vojenský inženýr, plukovník Gustav Jevfimovič von Fjolkerzam.
Při stavbě byl použit místní vápenec. Vnější stěny jsou silné až 1,8 m a do střílen je možno rozmístit až 115 děl (i když na začátku krymské války jich zde bylo pouze 77, z toho pouze 67 střelby schopných). Posádka čítala zpočátku 750 mužů.
Na svou dobu byla baterie moderním a dobře vyzbrojeným obranným objektem. Spolu s nedalekou Konstantinovskou baterií dovedla palebnou silou přehradit vjezd lodí do strategicky významného Sevastopolského zálivu.
Během krymské války velel baterii kapitánporučík Nikolaj Fjodorovič Andrejev. Když však město napadly spojenecké lodě (5. října 1854), Michajlovská baterie se jich nezúčastnila, neboť plavidla útočníků byla mimo dostřel. Po zbytek války se v kasematách nacházela vojenská nemocnice.
Po válce sloužila pevnost jako sklad a později jako kasárna Sevastopolského pevnostního dělostřelectva. Na konci 19. století pozbyla v souvislosti s rozvojem techniky vojenský význam, armáda ji však využívala až do počátku 21. století.
V roce 1920 v kasematách Michajlovské baterie probíhaly dělostřelecké kurzy pro vojáky věrné bělogvardějskému generálu Wrangelovi.
Vojenského využití se pevnosti dostalo až během bitvy o Sevastopol, kdy se stala jedním z hlavních obranných bodů. Útok na pevnost začal 21. června 1942. Po třech dnech, v noci na 24. června, obránci objekt na příkaz velení opustili a stáhli se na jižní stranu zálivu.
Po válce zde byl zřízen vojenský sklad. Na základě rusko-ukrajinské dohody o rozdělení Černomořské flotily z roku 1997 připadla Michajlovská baterie Ukrajině.
Roku 2010 byla završena rekonstrukce a otevřelo se muzeum, zasvěcené především krymské válce.

## Galerie

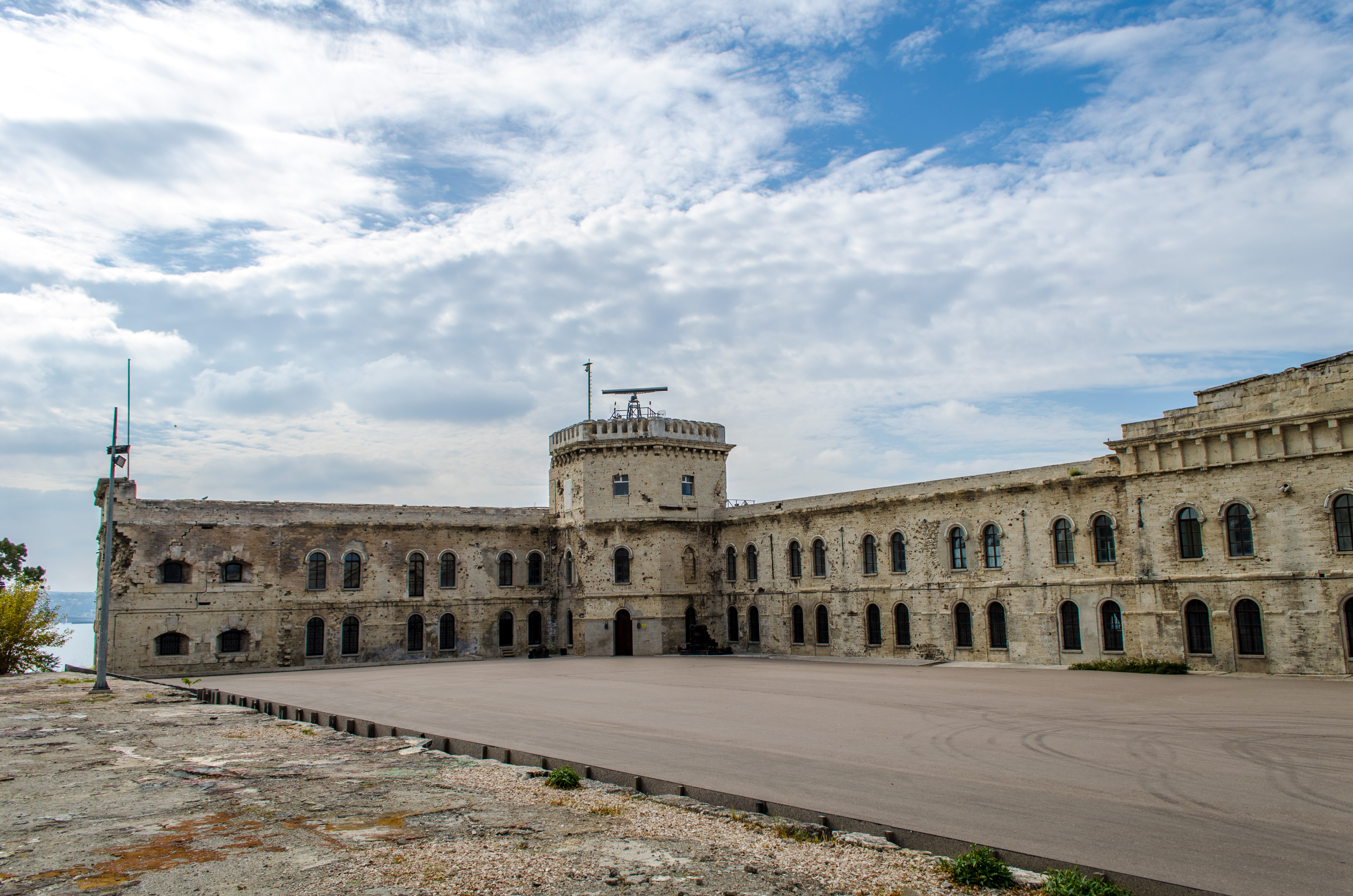
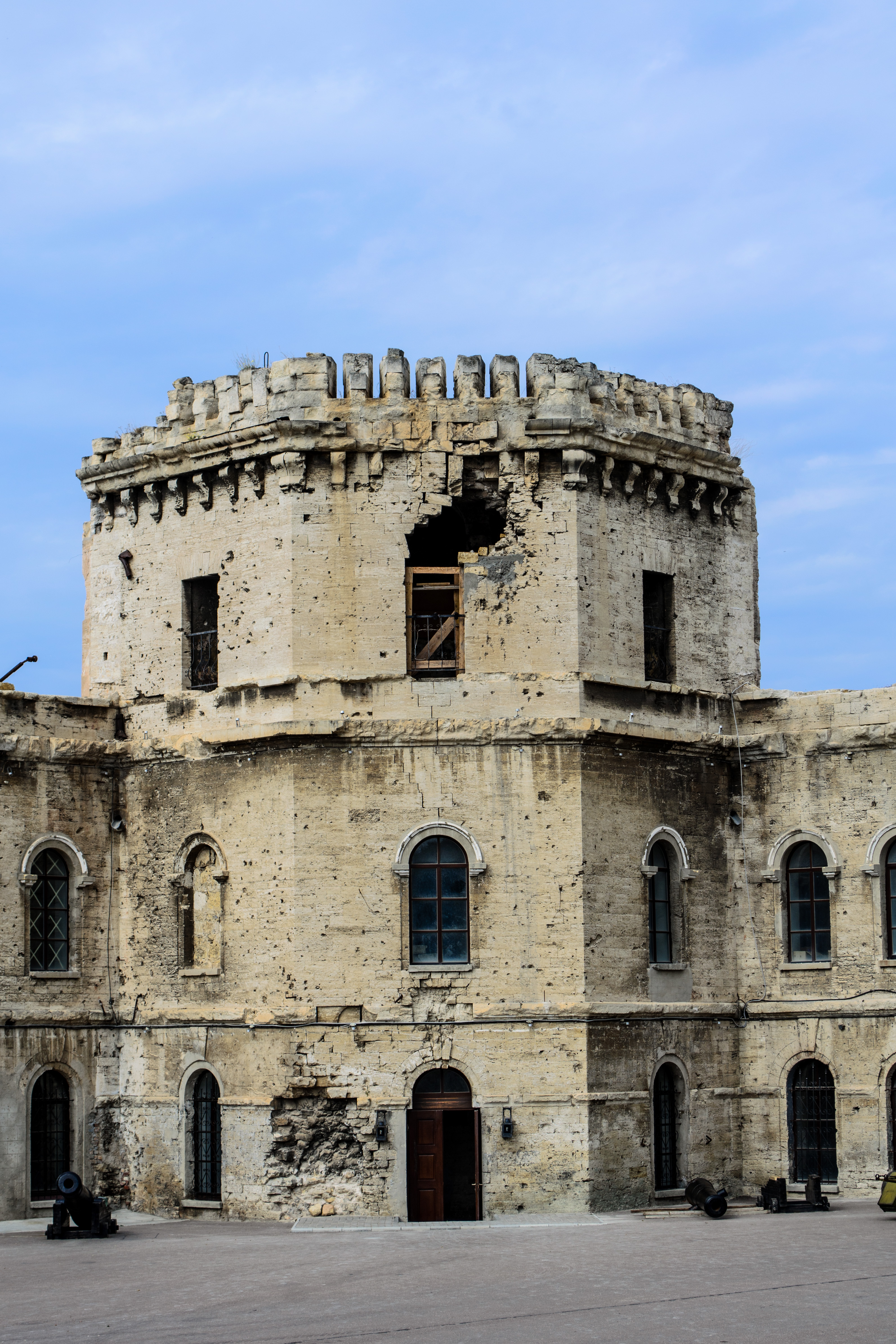
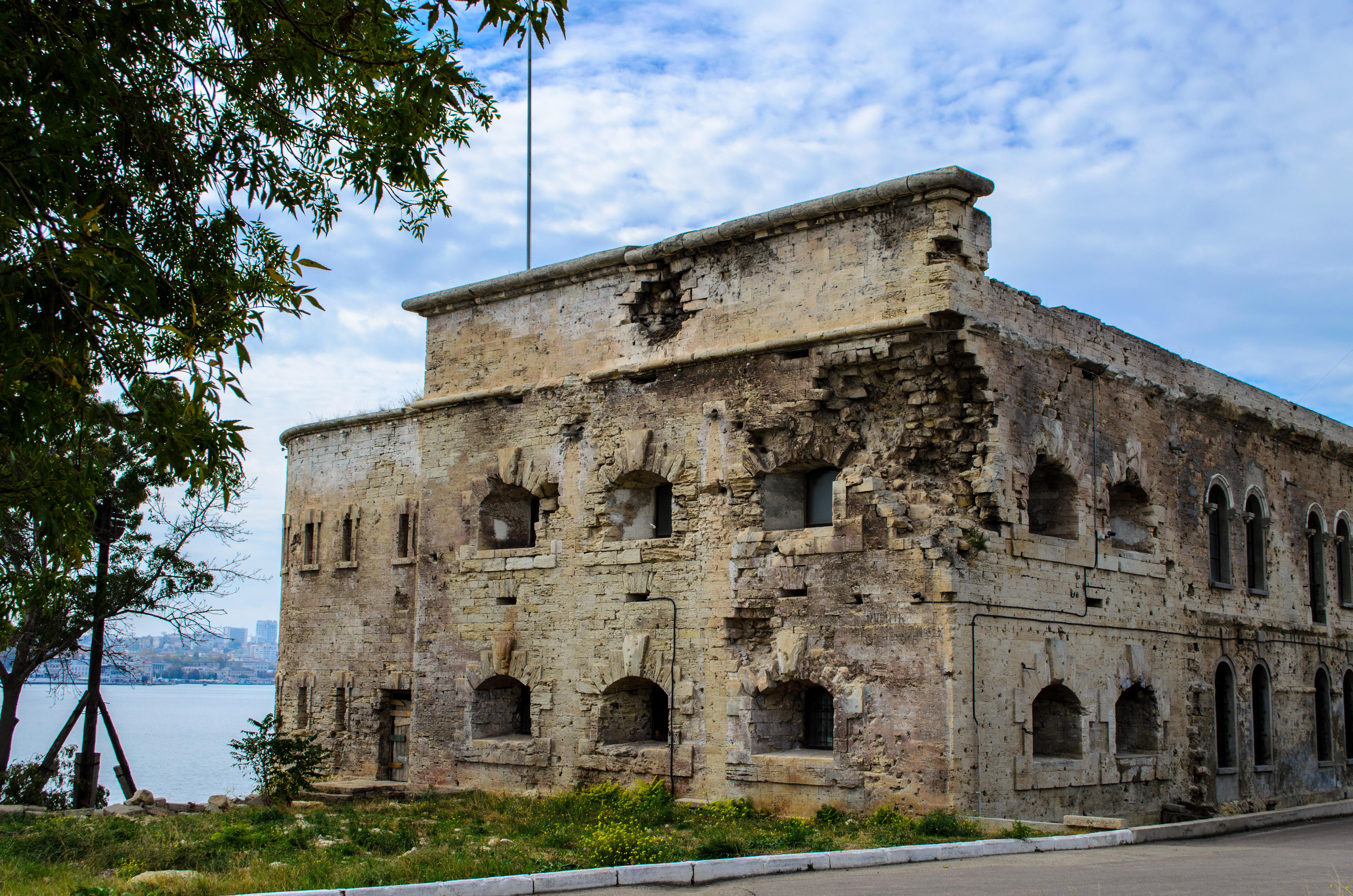
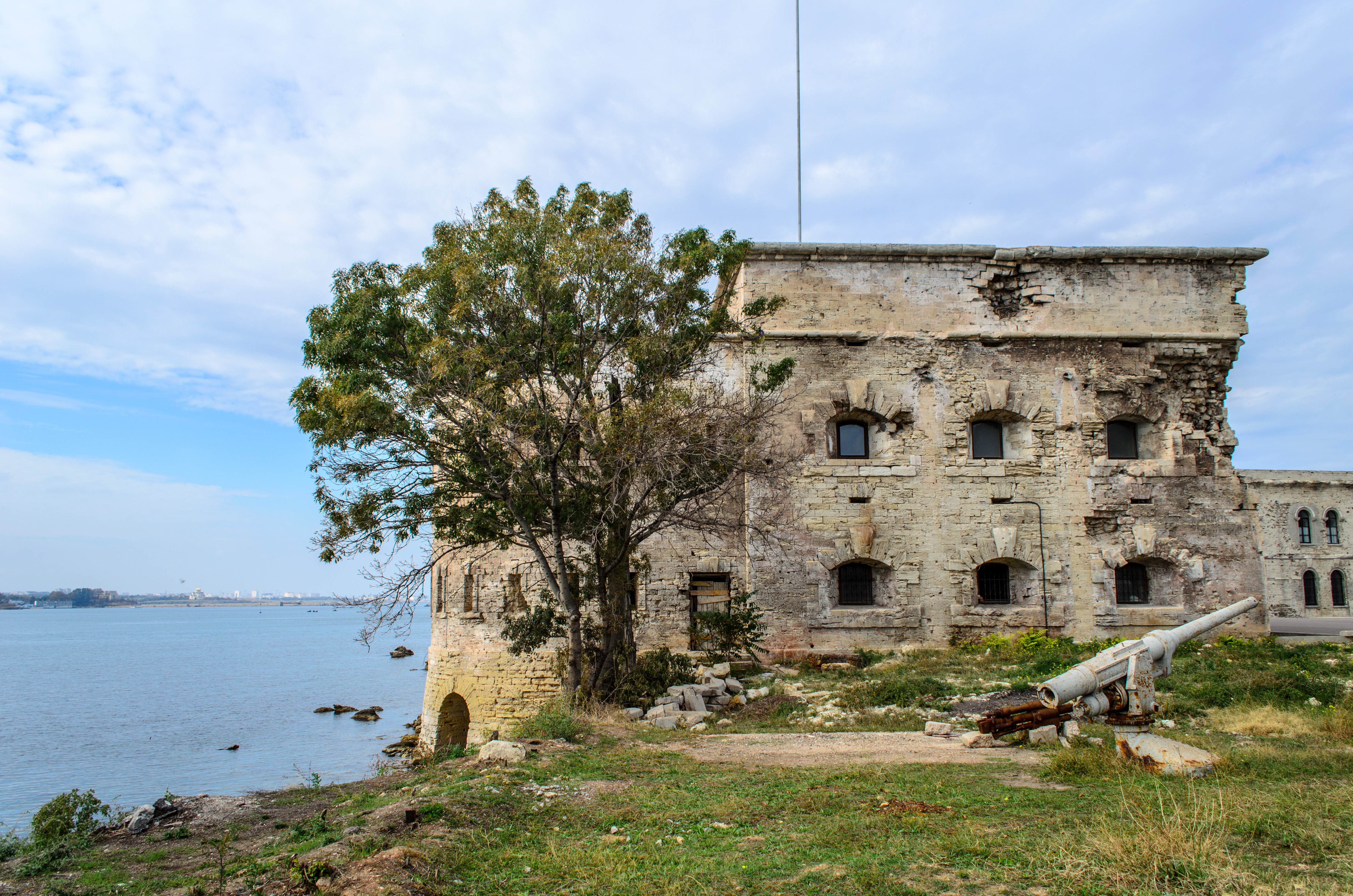
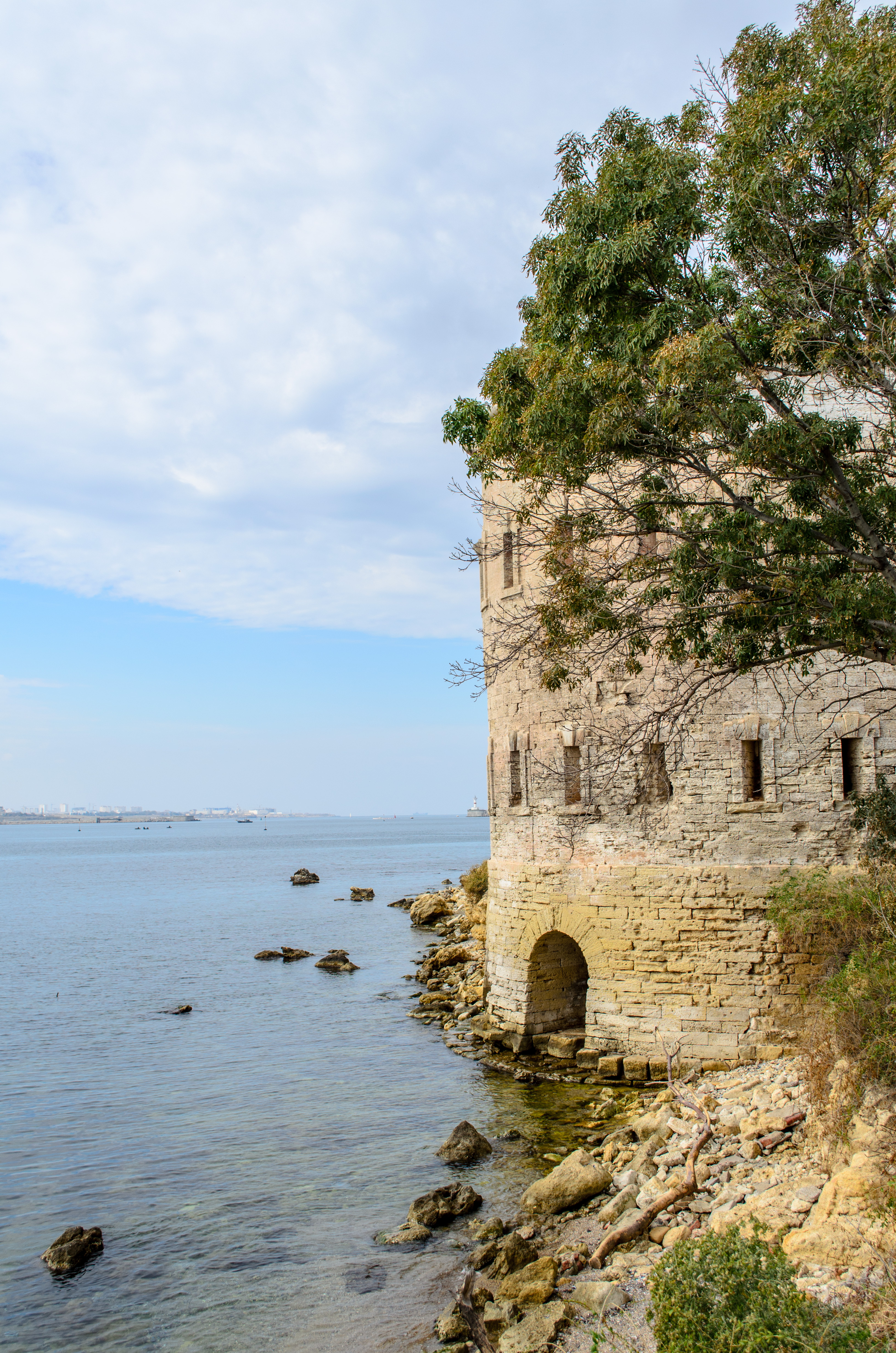
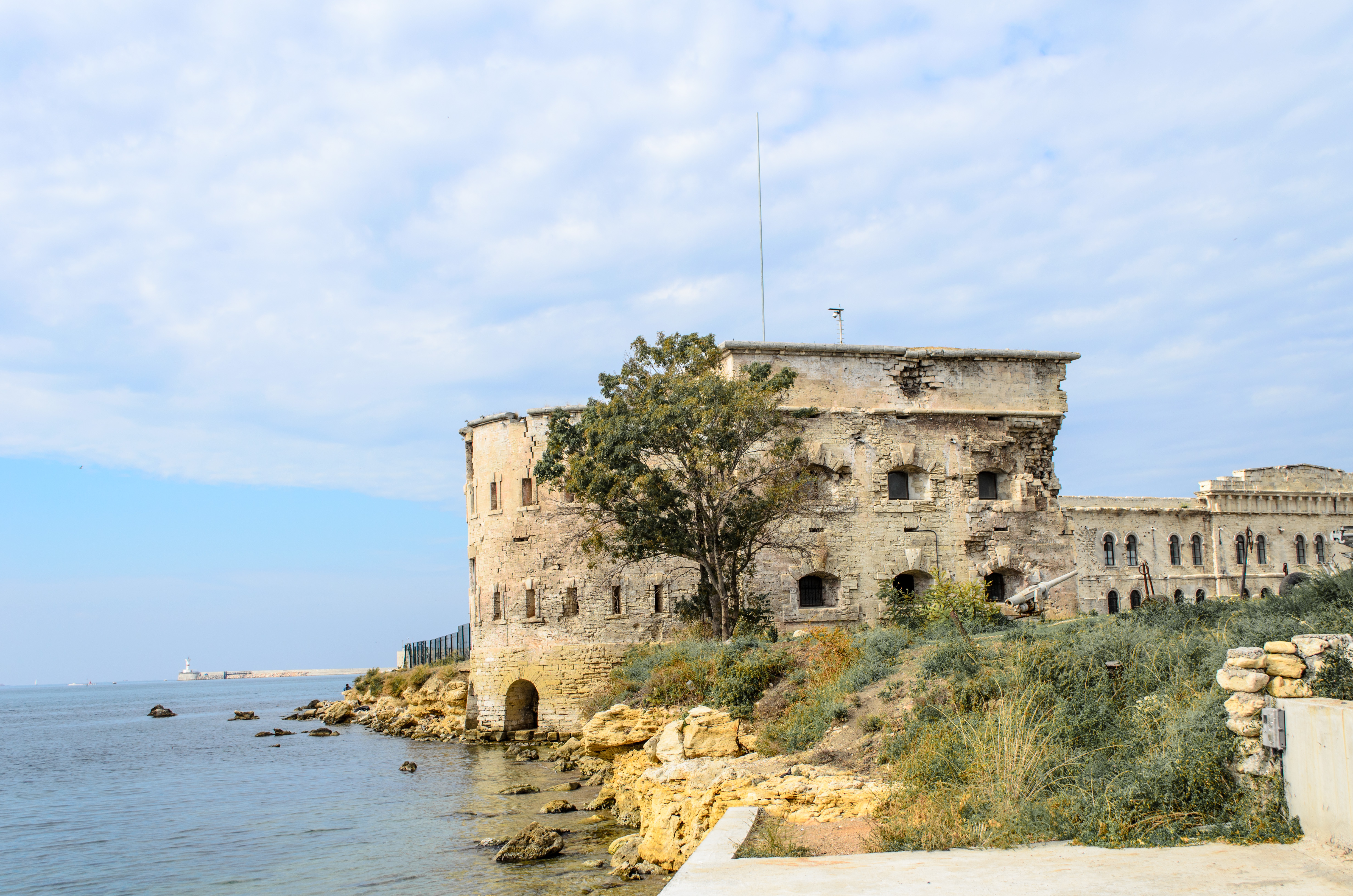
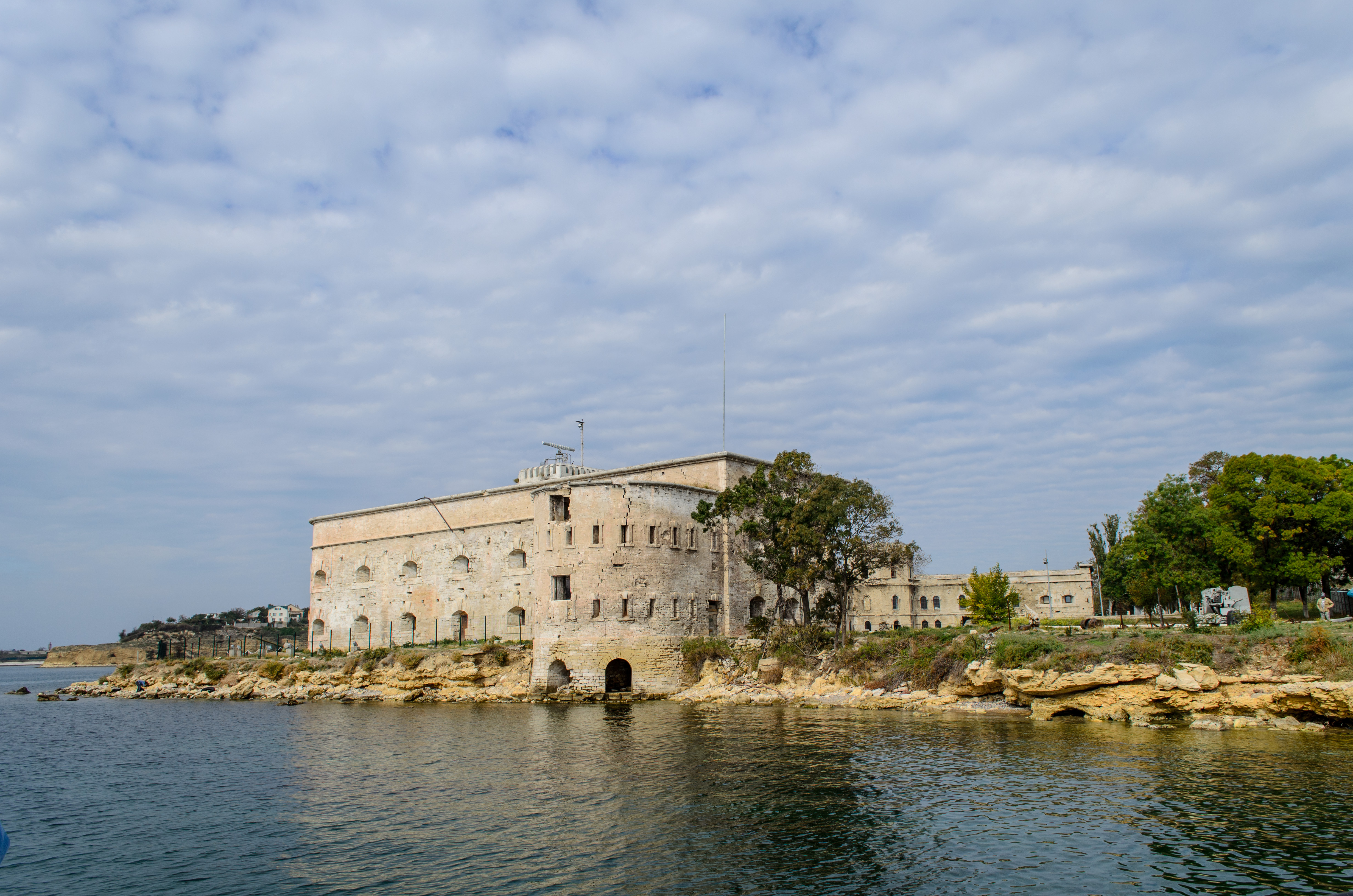
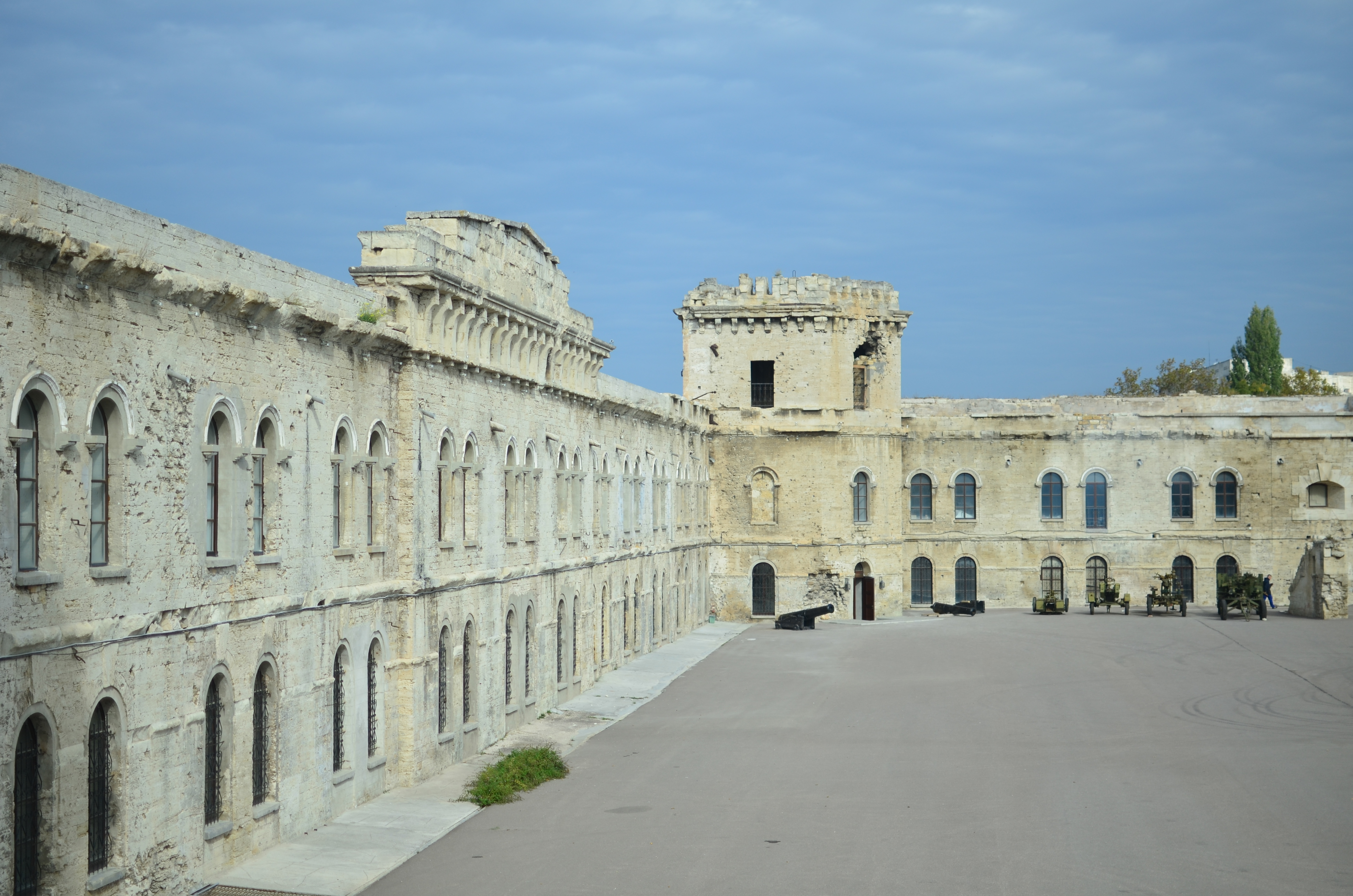
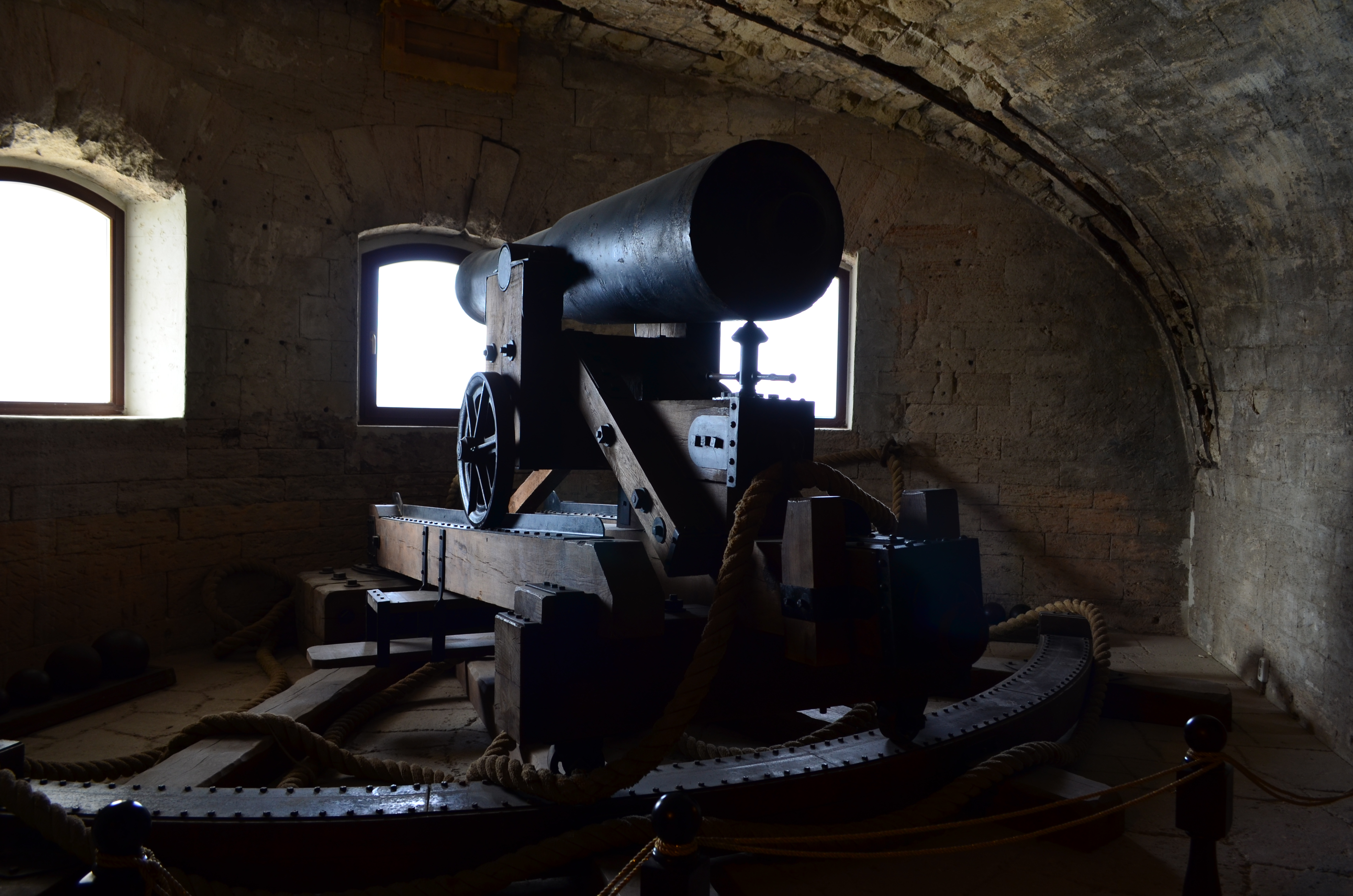
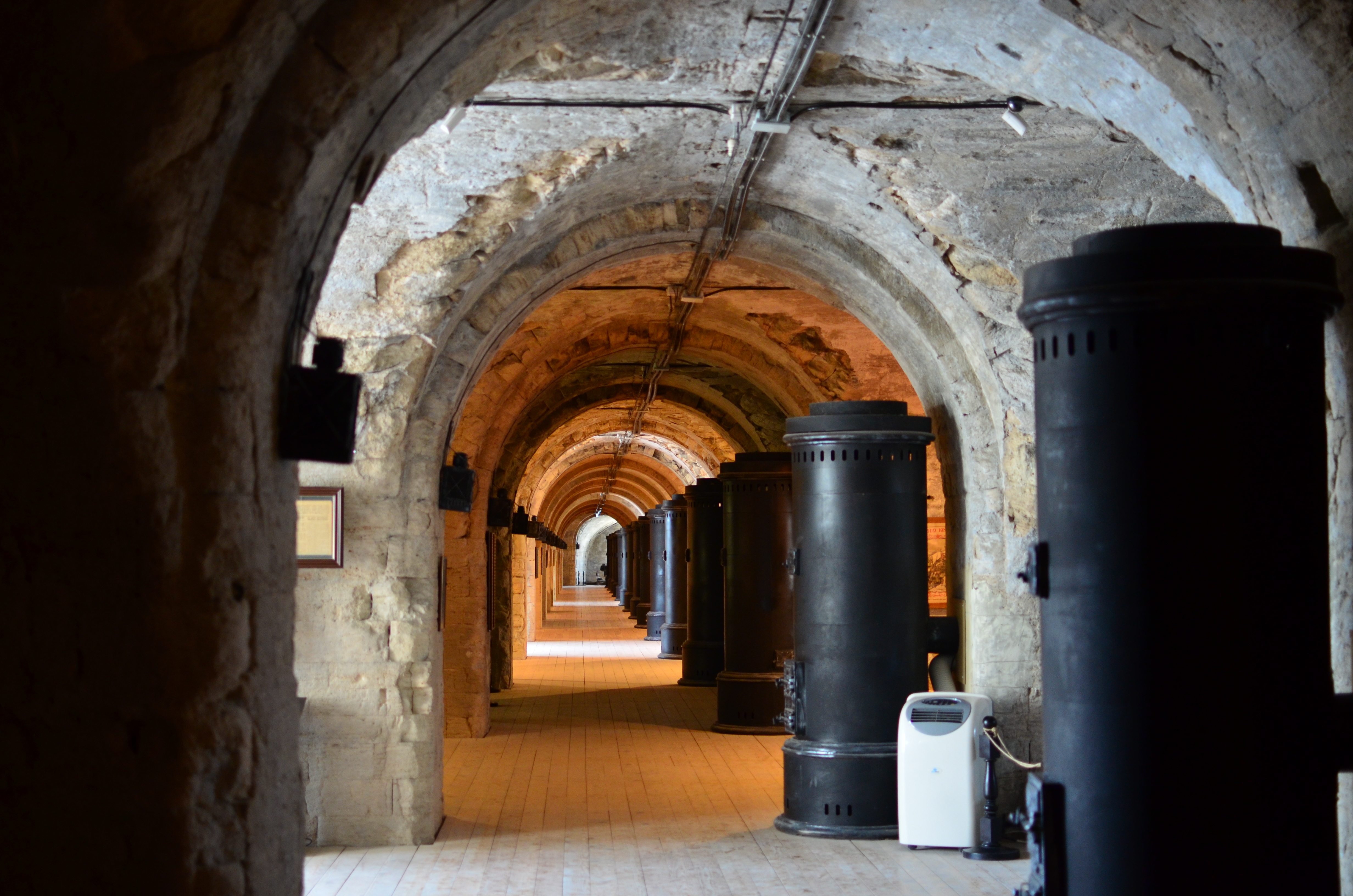
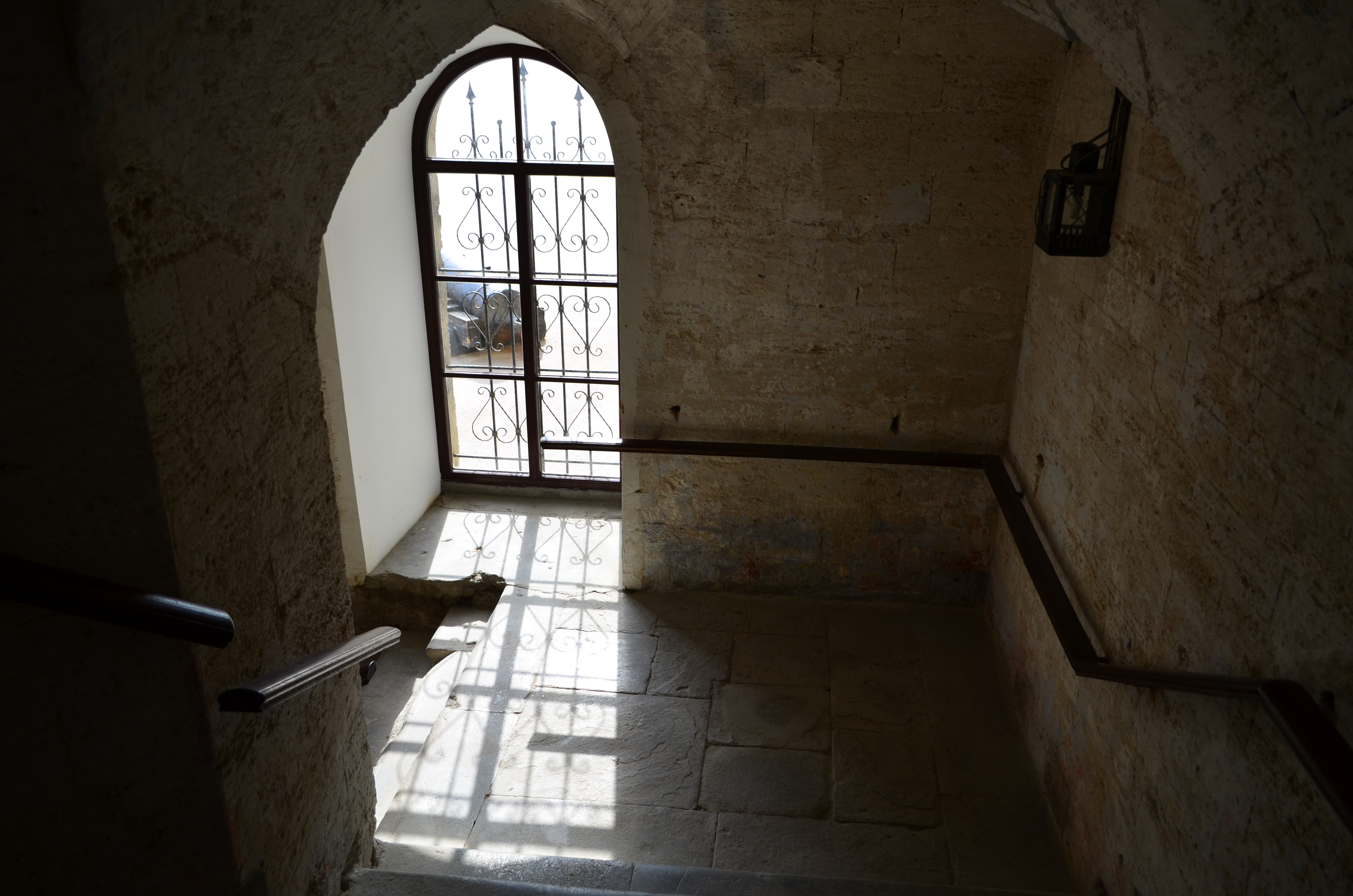